# María Isbert
María Vicenta Ysbert Soriano, más conocida como María Isbert y en sus inicios como Maruja Isbert (Madrid, 21 de abril de 1917-Villarrobledo, Albacete, 25 de abril de 2011) fue una actriz española.
Su voz y su físico peculiares hicieron de ella una de las actrices más prolíficas, carismáticas y populares desde los años 60 hasta los 80.
Participó en unos 386 títulos desarrollando en su mayoría papeles de corte cómico y secundarios, destacando entre sus papeles los que hizo en Viridiana, El verdugo, La gran familia y Amanece que no es poco.

## Biografía
Hija del reconocido actor español José Isbert y de Elvira Soriano Picazo, María Vicenta Ysbert Soriano nació el 21 de abril de 1917. Sus estudios los hizo en un colegio alemán, donde además aprendió otros idiomas. Desde pequeña, María quiso seguir los pasos de su padre, en contraposición a lo que pedía su padre, que era que opositara para el cuerpo de Aduanas. Su debut como actriz se produjo a los ocho años, cuando participó junto a su padre en la obra de teatro de Alejandro Casona Nuestra Natacha. Tras este trabajo, estuvo ocho años trabajando para la compañía de su familia en numerosas obras de teatro, siendo en algunas de ella la protagonista.
En cine debutó de la mano de Juan de Orduña en 1944 con La vida empieza a medianoche, a la que siguieron Un hombre de negocios (1945), de Luis Lucía y Botón de ancla (1947), de Ramón Torrado.
Se casó a comienzos de los años 1950 con el húngaro Antonio Spitzer, profesor de idiomas, lo que haría que abandonase el teatro para dedicarse a su familia. Aunque no así el cine en el que realizaría trabajos tan reconocidos como Recluta con niño, de Pedro Luis Ramírez (1955); El rey de la carretera (1956), de Juan Fortuny; Lo que cuesta vivir (1957), de Ricardo Núñez; Los ángeles del volante (1957), de Ignacio Farrés Iquino; y El gafe (1958), de Pedro Luis Ramírez, El indulto, de José Luis Sáenz de Heredia; Un rayo de luz, de Luis Lucía Mingarro (1960); Viridiana de, Luis Buñuel (1961), La gran familia, de Fernando Palacios (1962), El verdugo, de Luis García Berlanga; Un demonio con ángel, de Miguel Lluch (1963); Más bonita que ninguna, de Luis César Amadori (1965); o La mujer perdida, de Tulio Demicheli (1966).
La muerte de su marido en 1968 le hace volver al teatro con la obra de Alfonso Paso ¡Cómo está el servicio! para la compañía de la actriz Florinda Chico. A esta obra la seguirían otros éxitos teatrales como Milagro de Londres, Lo mío es de nacimiento, Los chaqueteros, Un espíritu burlón, El cianuro... ¿solo o con leche? y El día que secuestraron a papá. Igualmente en la pequeña pantalla dejó memorables interpretaciones, casi siempre de registro cómico, en series como Escuela de maridos (1963-64), La casa de los Martínez (1967-1971), al igual que en el exitoso Estudio 1.
Hasta mediados de los años 80 estuvo trabajando en el teatro con obras como Eugenia de Montijo, Bajo el mismo techo, Las siemprevivas se marchitan en otoño, Del dicho al hecho, Patatús (1986) en donde interpretó a la protagonista y Arsénico y encaje antiguo (1987), de Joseph Kesselring. En 1987 participaría en El bosque animado y, un año después en Amanece que no es poco, ambas de José Luis Cuerda.
Participó también desde finales de los ochenta hasta mediados de los noventa en las series de TVE Anillos de oro, Celia y Villarriba y Villabajo, al igual que la de Antena 3 Por fin solos, o espacios de humor como Pero ¿esto qué es? (1989), junto a Aurora Redondo. En 1995 reapareció en el teatro tras una década de inactividad en la obra La metamorfosis donde compartió cartel con su hijo Carlos. A esta seguirían Un espíritu burlón, de Noel Coward; El siglo; El cianuro... ¿solo o con leche? y Personajes sin vergüenza. Esta sería su última representación teatral.
En el cine sus últimos trabajos destacables serían La duquesa roja (1997), de Francesc Betriu; Cásate conmigo, Maribel (1998), de Ángel Blasco; Atilano, presidente (1998), de Santiago Aguilar; La mujer más fea del mundo (1999), de Miguel Bardem; El florido pensil (2002), de Juan José Porto; La gran aventura de Mortadelo y Filemón (2003), de Javier Fesser. Además de en el terreno profesional, fueron conocidas sus polémicas declaraciones como "ser actriz me ha venido de Dios", "la verdad del actor se encuentra sobre las tablas del teatro" y "puedo quedarme muerta en el escenario si sigo trabajando tanto", esta última sin llegar a publicarse. Su último trabajo fue en el episodio ¡Mujer tenía que ser! de la serie Con dos tacones.
Tras su retirada profesional como actriz marchó a vivir junto a su hijo a la localidad conquense de El Provencio. En sus último años sólo se la pudo ver en eventos públicos o asistiendo a programas como Cine de barrio, siendo el último de ellos en febrero de 2010, en el Teatro Circo de Albacete en un homenaje previo a la representación de la producción de la Filmoteca de Albacete Los celuloides de Jardiel, donde el espíritu de su padre, José Isbert, es clave durante la dramaturgia de la obra.
La actriz murió a los 94 años el 25 de abril de 2011. Su capilla ardiente estuvo instalada, el día 26 de abril desde las 11 de la mañana hasta las 10 de la mañana del día siguiente, en el Teatro Circo de Albacete. Está enterrada en el panteón familiar que se encuentra en Tarazona de la Mancha, pueblo natal de su madre y también lugar de origen de su familia paterna.

### Familia
María Isbert fue madre de siete hijos varones, entre ellos el escritor y dramaturgo José S. Isbert y los actores Tony Isbert, Carlos Ysbert, Juan Bosco (Hansi) Spitzer Isbert, Ramón, Alfonso, Andrés y de una hija, Miriam, que murió al nacer al liársele el cordón umbilical, después de una gestación normal. Además, tuvo dos embarazos malogrados. Era abuela de 12 nietos y 4 bisnietos.
Sus hermanos fueron: Matilde (casada con Jesús Fernández de Gorostiza y Muguerza, y maestra de profesión), José (casado con Carmen Gómez Moreno, y economista de profesión), y Julieta Isabel (soltera, licenciada en Filosofía y Letras).

## Premios
Medallas del Círculo de Escritores Cinematográficos
| Año  | Categoría               | Película              | Resultado |
| ---- | ----------------------- | --------------------- | --------- |
| 1945 | Mejor actriz secundaria | Un hombre de negocios | Ganadora  |
| 2001 | Premio homenaje         | Trayectoria artística | Ganadora  |

Fotogramas de Plata
| Año  | Categoría     | Resultado |
| ---- | ------------- | --------- |
| 2002 | Toda una vida | Ganadora  |

Otros premios
- 1987 Medalla de Plata de las Bellas Artes.
- 1988 Mención especial a la mejor interpretación en el tercer certamen de cortos de Dos Hermanas.
- 1997 Premio a la mejor labor de reparto del Festival de Cine de Peñíscola.
- 1998 Premio Teatro Rojas de Toledo a la mejor actriz por Un espíritu burlón.
- 1999 Premio Nacional de Teatro ''Pepe Isbert'' de la Asociación Amigos de los Teatros de España AMITE.
- 2003 Premio de la Unión de Actores a su carrera.
- 2006 Medalla de Oro al Mérito en el Trabajo.
- 2008 Académica de honor de la Academia de las Artes y las Ciencias Cinematográficas de España.
- 2009 Título de Ciudadana Ilustre de Tarazona de la Mancha.
- 2011 Medalla de Oro de Castilla-La Mancha (a título póstumo).[19]

## Filmografía
- 1944 La vida empieza a medianoche
- 1944 Ella, él y sus millones
- 1945 El camino de Babel
- 1945 Un hombre de negocios
- 1946 Los habitantes de la casa deshabitada
- 1946 La mantilla de Beatriz
- 1947 La Lola se va a los puertos
- 1947 La princesa de los Ursinos
- 1947 Dos cuentos para dos
- 1948 Botón de ancla
- 1948 La fiesta sigue
- 1949 Currito de la Cruz
- 1949 Una mujer cualquiera
- 1950 El señor Esteve
- 1950 Tres ladrones en la casa
- 1951 La trinca del aire
- 1952 Pluma al viento
- 1952 Sor intrépida
- 1953 Como la tierra
- 1954 El rey de la carretera
- 1955 Recluta con niño
- 1956 Viaje de novios
- 1956 El rey de la carretera
- 1956 Los ladrones somos gente honrada
- 1957 Un abrigo a cuadros
- 1957 Un fantasma llamado Amor
- 1957 Los ángeles del volante
- 1958 El puente de la paz
- 1958 Villa Alegre
- 1958 El aprendiz de malo
- 1959 El gafe
- 1959 El secreto de papá
- 1959 La Casa de la Troya
- 1960 Un rayo de luz
- 1960 El cochecito
- 1960 Mi calle
- 1961 Viridiana
- 1961 Despedida de soltero
- 1961 Don José, Pepe y Pepito
- 1961 El indulto
- 1962 La Reina del Chantecler
- 1962 La gran familia
- 1963 El verdugo
- 1963 Un demonio con ángel
- 1963 El camino
- 1963 Escala en hi-fi
- 1964 Búsqueme a esa chica
- 1965 Mi canción es para ti
- 1965 Más bonita que ninguna
- 1965 La familia y uno más
- 1966 El arte de no casarse
- 1966 Acompáñame
- 1966 Un beso en el puerto
- 1966 La mujer perdida
- 1967 El hombre que mató a Billy el Niño
- 1967 Lo que cuesta vivir
- 1967 Encrucijada para una monja
- 1968 ¡Cómo está el servicio!
- 1968 Operación Mata-Hari
- 1968 Escuela de enfermeras
- 1969 Soltera y madre en la vida
- 1969 Un adulterio decente
- 1969 Cuatro noches de boda
- 1969 Mi marido y sus complejos
- 1969 Un, dos, tres, al escondite inglés
- 1969 Amor a todo gas
- 1969 Los hombres las prefieren viudas
- 1970 La tonta del bote
- 1970 No desearás al vecino del quinto
- 1970 Con ella llegó el amor
- 1970 Coqueluche
- 1970 La orilla
- 1971 Simón, contamos contigo
- 1971 Hay que educar a papá
- 1971 La casa de los Martínez
- 1971 El apartamento de la tentación
- 1971 Una chica casi decente
- 1972 Soltero y padre en la vida
- 1972 Corazón solitario
- 1972 Venta por pisos
- 1973 La curiosa
- 1973 Un casto varón español
- 1974 Tormento
- 1974 El blanco, el amarillo y el negro
- 1974 Onofre
- 1975 El adúltero
- 1975 La gorra
- 1976 Esclava te doy
- 1976 Nosotras que fuimos felices
- 1977 La dudosa virilidad de Cristóbal
- 1977 ¡Vaya par de gemelos!
- 1977 Réquiem por un empleado
- 1977 Las marginadas
- 1977 La guerra de papá
- 1980 El erótico enmascarado
- 1980 Los fieles sirvientes
- 1980 El liguero mágico
- 1980 La patria del Rata
- 1981 Los chulos
- 1981 Préstame a tu mujer
- 1981 El primer divorcio
- 1981 Carlota: Amor es... veneno/Carlota
- 1982 Onofre el Virgo
- 1982 Cristóbal Colón, de oficio... descubridor
- 1983 Los caraduros
- 1983 Los nuevos curanderos
- 1983 Una pequeña movida
- 1984 Todo va mal
- 1985 El donante
- 1985 A la pálida luz de la luna
- 1986 Los presuntos
- 1986 Capullito de alhelí
- 1986 Cara de acelga
- 1986 Tiempo de silencio
- 1987 El pecador impecable
- 1987 El bosque animado
- 1987 Policía
- 1988 Amanece, que no es poco
- 1989 El pañuelo de mármol
- 1990 Pareja enloquecida busca madre de alquiler
- 1992 Yo me bajo en la próxima, ¿y usted?
- 1993 Celia/El mundo de Celia
- 1995 ¡Qué noche tan movida!
- 1996 Los porretas
- 1996 La duquesa roja
- 1996 Los porretas
- 1998 Pecata minuta
- 1998 Atilano, presidente
- 1998 Cásate conmigo, Maribel
- 1999 La mujer más fea del mundo
- 1999 La ciudad de los prodigios
- 1999 Jara
- 2000 Y decirte alguna estupidez, por ejemplo, te quiero
- 2000 A propósito de Buñuel
- 2002 El florido pensil
- 2002 Primer y último amor
- 2003 La gran aventura de Mortadelo y Filemón
- 2005 R2 y el caso del cadáver sin cabeza
- 2005 Semen, una historia de amor
- 2005 Envejece conmigo
- 2005 Cuando España se desnudó
- 2005 50 y más

## Trayectoria en televisión
- Con dos tacones 
  - ¡Mujer tenías que ser! (22 de marzo de 2006)
- Manolito Gafotas 
  - Una noche espeluznante (4 de abril de 2004)
- ¿Se puede? (2004)
- El comisario
  - Última sesión (4 de febrero de 2004)
- 7 vidas 
  - El padre de la novia (5 de febrero de 2003)
- Hospital Central 
  - En el calor de urgencias (17 de septiembre de 2002)
- La verdad de Laura (2002)
- Robles, investigador 
  - Cargando con el muerto (24 de enero de 2001)
- Raquel busca su sitio 
  - Todo el mundo necesita un poco de amor (27 de marzo de 2000)
- Manos a la obra 
  - Y si Adelita se fuera con otro (1 de junio de 2000)
- Ni contigo ni sin ti
  - 17 de febrero de 1998
  - 7 de abril de 1998
- Por fin solos 
  - Feliz aniversario (1 de agosto de 1995)
- Hermanos de leche  
  - Aires de tormenta (12 de marzo de 1995)
- ¡Ay, Señor, Señor! 
  - Bebé a bordo (1 de enero de 1994)
  - ¡Vejez, divino tesoro!' (1 de enero de 1995)
- Los ladrones van a la oficina 
  - De la oficina al cielo (11 de junio de 1993)
- Celia (1993)
- Brigada central 
  - Turno de noche (2 de febrero de 1990)
- Pero ¿esto qué es? (1989)
- Primera función  
  - El caso de la señora estupenda (23 de marzo de 1989)
- Escalera exterior, escalera interior (1986)
- La comedia musical española 
  - Ana María (26 de noviembre de 1985)
  - El sobre verde (24 de diciembre de 1985)
- Como Pedro por su casa 
  - 14 de junio de 1985
- Anillos de oro 
  - El país de las maravillas (11 de noviembre de 1983)
- Teatro estudio
  - Milagro en Londres (7 de octubre de 1981)
- Los libros 
  - Eugenia Grandet (22 de noviembre de 1977)
- Música y estrellas  
  - 2 de octubre de 1976
- La hora de... 
  - 11 de febrero de 1976)
- Novela 
  - Amor de sombras (8 de julio de 1974)
- Noche de teatro 
  - La visita de la vieja dama (10 de mayo de 1974)[20]
- Animales racionales 
  - Pequeños granujas (5 de septiembre de 1973)
- Estudio 1 
  - El avaro (14 de abril de 1972)
  - Milagro en la casa de los López
  - El retamal (8 de septiembre de 1972)
  - Cuidado con las personas formales (13 de diciembre de 1978)
  - El Señor Badanas (2 de marzo de 1980) 
  - Mi señor es un señor (11 de mayo de 1980)
  - Señora Ama (14 de diciembre de 1980)
- Las doce caras de Eva 
  - Virgo (15 de diciembre de 1971)
  - Libra (22 de diciembre de 1971)
- Hora once 
  - El aderezo (23 de octubre de 1971)
  - Los desterrados de Poker Flat (26 de febrero de 1972)
  - El recluta (11 de marzo de 1972)
- Teatro breve  
  - Fragmento de la vida de Mr. Thompson (28 de agosto de 1971)
  - La criatura (30 de mayo de 1980)
  - A morir que son dos días (7 de junio de 1981)
- Del dicho al hecho 
  - En boca cerrada no entran moscas (9 de junio de 1971)
- Pequeño estudio 
  - El sombrero (1 de octubre de 1969)
  - Las siemprevivas se marchitan en otoño (31 de julio de 1970)
- Cuentos y leyendas 
  - Miau (10 de abril de 1969)
- Escuela de maridos 
  - Un marido bromista (28 de diciembre de 1963)
  - Vengan ustedes a casa (18 de abril de 1964)
  - La mancha de café (7 de noviembre de 1964)